# Vườn quốc gia Superagüi
Vườn quốc gia Superagüi (tiếng Bồ Đào Nha: Parque Nacional de Superagüi) là vườn quốc gia nằm trên bờ biển của bang Paraná, đông nam Brasil.

## Vị trí
Được thành lập vào năm 1998, vườn quốc gia có diện tích 34.000 hécta (84.000 mẫu Anh), bao gồm các đảo Superagüi, Peças, Pinheiro và Pinheirinho. Vườn quốc gia này cũng bao gồm các thung lũng Rio dos Patos và kênh đào Varadouro, ngăn cách đảo với vùng đất liền vườn quốc gia Superagüi.
Vườn quốc gia này đã được tuyên bố là khu dự trữ sinh quyển và cũng là một phần của Di sản thế giới Các khu dự trữ sinh quyển Đại Tây Dương ở Paraná và São Paulo bởi đây là một trong những khu bảo tồn thiên nhiên quan trọng nhất của Brasil. Nó có nhiều hệ sinh thái bao gồm các vịnh, bãi biển, đầm lầy nước mặn, rừng ngập mặn và các khu rừng rừng Đại Tây Dương. Đây là môi trường sinh sống chính của loài Khỉ sư tử mặt đen Tamarin đang bên bờ vực tuyệt chủng cùng nhiều loài động thực vật đặc trưng của rừng ven biển Serra do Mar và rừng Đại Tây Dương.